# هانی ترمولن
هانی ترمولن (هلندی: Hannie Termeulen؛ ۱۸ فوریه ۱۹۲۹ – ۱ مارس ۲۰۰۱) شناگر اهل هلند بود.
وی در مسابقات کشوری و بین‌المللی در مجموع برندهٔ ۱ مدال طلا، ۴ مدال نقره، ۱ مدال برنز شده‌است.